# IC 2782
IC 2782 је спирална галаксија у сазвјежђу Лав која се налази на листи објеката дубоког неба у Индекс каталогу.
Деклинација објекта је + 13° 26' 29" а ректасцензија 11h 22m 55,4s. Привидна величина (магнитуда) објекта IC 2782 износи 14,3 а фотографска магнитуда 14,9. IC 2782 је још познат и под ознакама UGC 6395, MCG 2-29-23, CGCG 67-68, PGC 34934.